# Willi Jürgen Schrenk
Willi Jürgen Schrenk (nacido en 1945) es un botánico de la prometedora nueva generación y orquideólogo alemán.

## Biografía
Schrenk es uno de los nuevos botánicos alemanes que se ha orientado al estudio de las orquídeas europeas y especialmente a las especies de los géneros Platanthera, Ophrys, y Dactylorhiza en los cuales ha revisado y descrito especies, tales como:
- Platanthera hookeri (Torr. ex A.Gray) Lindl. var. abbreviata (Fernald) W.J.Schrenk 1978 (Flora de Norteamérica)
- Ophrys sphegodes W.J.Schrenk 1978

## Obras
- "Ein neuer Ophrys Bastard aus Mallorca (O. speculum x O. tenthredinifera ", Schrenk, W.J. , Senckenberg Biol.52, (1971).
- "x Orchiserapias maura, ein neuer Orchideen - Gattungsbastard aus Südfrankreich", Schrenk, W.J. , Senckenberg Biol.52, (1971)
- "The subalpine population of Dactylorhiza", Schrenk, W.J. Neck. ex Nevski-Puzzle in Red, (1971)
- "Über Evolution Systematik und berechtigte Kritik", Schrenk, W.J. , Orchidee 24, (1973)
- "Zussammenstellung der Orchideearten der Vereinigten Staaten von Amerika und der amerikanishen Jungferninsein", Schrenk, W.J. , Die Orchidee, (1977)
- "North American Platanthera, Evolution in the Making", Schrenk, W.J. , American Orchid Society Bulletin, (1978)
- "Bertoloni´s Bee Orchid in the Italian Alp, Variation, Hybridation or Speciation", Schrenk, W.J. , Am. Orch. Soc. Bull., (1981)

- La abreviatura «W.J.Schrenk» se emplea para indicar a Willi Jürgen Schrenk como autoridad en la descripción y clasificación científica de los vegetales.[2]